# Anne de Birkenfeld-Bischweiler
La comtesse Palatine Anne Madeleine de Birkenfeld-Bischweiler (14 février 1640, Strasbourg – 12 décembre 1693, Babenhausen), est la fille de Christian Ier de Birkenfeld-Bischweiler (1598-1654) et de sa première épouse, la comtesse palatine Madeleine-Catherine de Palatinat-Deux-Ponts (1606-1648).

## Biographie
Elle a épousé le 18 octobre 1659 Jean-Reinhard II de Hanau-Lichtenberg (1628-1666), membre de la Maison de Hanau.
Ils ont eu cinq enfants:
- Jeanne-Madeleine de Hanau-Lichtenberg (18 décembre 1660 à Bischofsheim am Hohen Steg - 21 août 1715). Elle est enterrée dans l'Église sainte-Marie de Hanau[1]; et s'est marié le 5 décembre 1685 à Jean-Charles-Auguste de Leiningen-Dagsbourg-Falkenbourg (17 mars 1662 - 3 novembre 1698).
- Louise-Sophie de Hanau-Lichtenberg (11 avril 1662 à Bischofsheim am Hohen Steg - 9 avril 1751 à Ottweiler); mariée le 27 septembre 1697 à Frédéric-Louis de Nassau-Ottweiler (13 novembre 1651 - 25 mai 1728)
- Françoise-Albertine de Hanau-Lichtenberg (1er mai 1663 à Bischofsheim am Hohen Steg - 1736 à Ottweiler); célibataire.
- Philippe Reinhard de Hanau-Münzenberg (2 août 1664 à Bischofsheim am Hohen Steg - 4 octobre 1712 au château de Philippsruhe à Hanau)
- Jean-Reinhard III de Hanau-Lichtenberg (31 juillet 1665 à Bischofsheim am Hohen Steg - 28 mars 1736 au château de Philippsruhe).

Anne Madeleine réside après son veuvage au Château de Babenhausen.

## Décès
Anne Madeleine est morte le 12 décembre 1693 et a été enterrée le 6 février 1694 dans le caveau de la famille de St-Jean de l'Église de Hanau. Ce tombeau, y compris d'Anne Madeleine, a été complètement détruit par les bombardements pendant la Seconde Guerre mondiale.
À l'occasion de ses funérailles, plusieurs sermons funéraires ont été publiés:
- Anonyme, Klüglich gewählet, seelig entseelet ..., imprimé à Hanau en 1694 par Johann Adolph Aubry [3]
- Anonyme, Kürzlich entworfene Personalia ...[4]
- Friedrich Christian de Edelsheim, Hanau, en 1694(?)[5]
- Johann Daniel Guckelin, [funérailles sermon] [6]
- M. Langermann und Johannes Laurentius, Lob - und Ehrengedächtnis ..., imprimé à Hanau par Johann Adolph Aubry [7]
- Adam Sellius, [funérailles sermon][6]